# Kim Thúy
Kim Thúy nacida en Saigón (Vietnam), el 18 de septiembre de 1968, es una escritora canadiense y vietnamita, que escribe en francés y que reside en la provincia canadiense de Québec.

## Biografía
Con 10 años, Kim Thúy huyó de su natal Vietnam  junto a sus padres y sus dos hermanos en patera, llegando a un campo de refugiados en Malasia. En 1978, se instaló en Granby en una región de Quebec, sin hablar francés todavía. Thúy realizó un doble título universitario en la Universidad de Montreal. En 1990,  obtiene un diploma en lingüística y traducción después un segundo en derecho en 1993.
A continuación, Kim Thúy es abogada durante varios años, tres de ellos en Saigón, antes de comenzar una carrera en hostelería. Ella continúa paralelamente a tener actividades de traductora, intérprete, costurera y cronista gastronómica para la radio y la televisión.

## Carrera literaria
En 2009, su primera novela Ru, inspirada en su propio transcurso de refugiada vietnamita. Traducida en más de 25 lenguas, el libro se convirtió en un best seller tanto en Francia como en Quebec. La autora fue laureada con varios premios literarios tales como prix du Governeur général 2010 el gran premio RTL-Lire 2010 en el Salon du livre du Paris o el premio del público en el Salon du livre de Montréal.
En septiembre de 2011, Kim Thúy escribe junto a Pascal Janovjak autor suizo-francófono establecido en Palestina y naturalizado en Mónaco, la obra À toi una antología de cartas entre dos niños en el exilio adaptados al nomadismo.
Con el romance Mãn, publicado en 2013, Kim Thúy persiguió la exploración de su doble identidad y su relación con la cocina. Man es una joven vietnamita, casada por su madre en un restaurante muy antiguo y alejado. Exiliada en Montreal, ella se inicia en la cocina.
En 2016, la autora se vincula a su nueva vida, la hija más joven de una familia con tres hermanos mayores. En su nueva novela de aprendizaje entre Saigón y Montreal, de Suzhou a Boston, Kim Thúy vuelve a cuestionar el desarraigo y la construcción personal lejos de la predisposición y de la cultura de origen.
En 2017, Kim Thúy publica su nueva obra culinaria  Le secret des Vietnamiennes, dedicado a recetas de comida tradicional y secretos de preparación transmitidos entre mujeres de una familia generación tras generación.